# Rijksbeschermd gezicht Rotterdam - Delfshaven Uitbreiding
Gezicht Rotterdam - Delfshaven Uitbreiding is een van rijkswege beschermd stadsgezicht in de wijk Delfshaven in Rotterdam in de Nederlandse provincie Zuid-Holland. De procedure voor aanwijzing werd gestart op 4 juli 1986. Het gebied werd op 17 oktober 1991 definitief aangewezen. Het beschermd gezicht beslaat een oppervlakte van 9,9 hectare.
Panden die binnen een beschermd gezicht vallen krijgen niet automatisch de status van beschermd monument. Wel zal de gemeente het bestemmingsplan aanpassen om nieuwe ontwikkelingen in het gebied te reguleren. De gezichtsbescherming richt zich op de stedenbouwkundige en cultuurhistorische waardering van een gebied en wil het toekomstig functioneren daarvan veiligstellen.